# Dancing Out My Pants Tour
Dancing Out My Pants Tour este al doilea turneu promoțional al formației R5. Acesta este un mini-turneu care a avut loc în Statele Unite ale Americii și în Canada pentru a își promova albumul de debut, Louder, lansat de Hollywood Records, precum și EP-ul lor Loud. Turneul a început pe data de 3 septembrie 2013 în Orlando, Florida și s-a terminat pe data de 27 septembrie 2013 în Mashantucket, Connecticut.

## Tracklist
1. „(I Can't) Forget About You”
2. „Here Comes Forever”
3. „Pass Me By”
4. „Crazy 4 U”
5. „I Want You Bad”
6. „What Do I Have To Do?”
7. „A Billion Hits” (cântec din Austin & Ally)
8. "If I Can't Be With You"
9. „Breakeven” (The Script cover)
10. „Love Me Like That”
11. „Wishing I Was 23”
12. „Fallin' for You”
13. „Cali Girls”
14. „Ain't No Way We're Goin' Home”
15. „One Last Dance”
16. „Loud”[1]

## Datele turneului
| Data               | Orașul          | Țara            | Locul                                      |
| America de Nord    | America de Nord | America de Nord | America de Nord                            |
| ------------------ | --------------- | --------------- | ------------------------------------------ |
| 3 septembrie 2013  | Orlando         | Statele Unite   | Hard Rock Live Orlando                     |
| 6 septembrie 2013  | Atlanta         | Statele Unite   | Cobb Energy Performing Arts Centre         |
| 13 septembrie 2013 | Pomona          | Statele Unite   | Los Angeles County Fair                    |
| 19 septembrie 2013 | Rosemont        | Statele Unite   | Rosemont Theatre                           |
| 23 septembrie 2013 | Toronto         | Canada          | Sony Centre for the Performing Arts        |
| 26 septembrie 2013 | Seyreville      | Statele Unite   | Standard Ballroom                          |
| 27 septembrie 2013 | Mashantucket    | Statele Unite   | The Grand Theatre at Foxwood Resort Casino |